# Estadio Ōmiya
El estadio Ōmiya (ナックファイブスタジアム大宮 Nakku-faibu Sutajiamu Ōmiya?) es un estadio de fútbol de uso múltiple, que se destina principalmente a partidos de fútbol. También es conocido con el nombre de Estadio NACK5 de Ōmiya, por razones publicitarias. Está ubicado en la ciudad de Saitama, Japón y cuenta con una capacidad de 15.500 espectadores. Fue construido en 1960 y es sede de los partidos locales del club Omiya Ardija.
El estadio fue construido para los Juegos Olímpicos de verano de 1964, que tuvieron lugar en Tokio, para albergar los partidos de fútbol del torneo. También fue utilizado durante el Mundial Juvenil en 1979.